# Agrilus obscurilineatus
Agrilus obscurilineatus är en skalbaggsart som beskrevs av Vogt 1949. Agrilus obscurilineatus ingår i släktet Agrilus och familjen praktbaggar. Inga underarter finns listade i Catalogue of Life.